# Castell Prin
Castell Prin är ett slott i Storbritannien.   Det ligger i kommunen Newport och riksdelen Wales, i den södra delen av landet, 190 km väster om huvudstaden London. Castell Prin ligger 165 meter över havet.
Terrängen runt Castell Prin är platt åt sydväst, men åt nordost är den kuperad. Castell Prin ligger uppe på en höjd. Runt Castell Prin är det tätbefolkat, med 550 invånare per kvadratkilometer. Närmaste större samhälle är Newport, 10,9 km väster om Castell Prin. Trakten runt Castell Prin består i huvudsak av gräsmarker.